# Abraham Teerlink

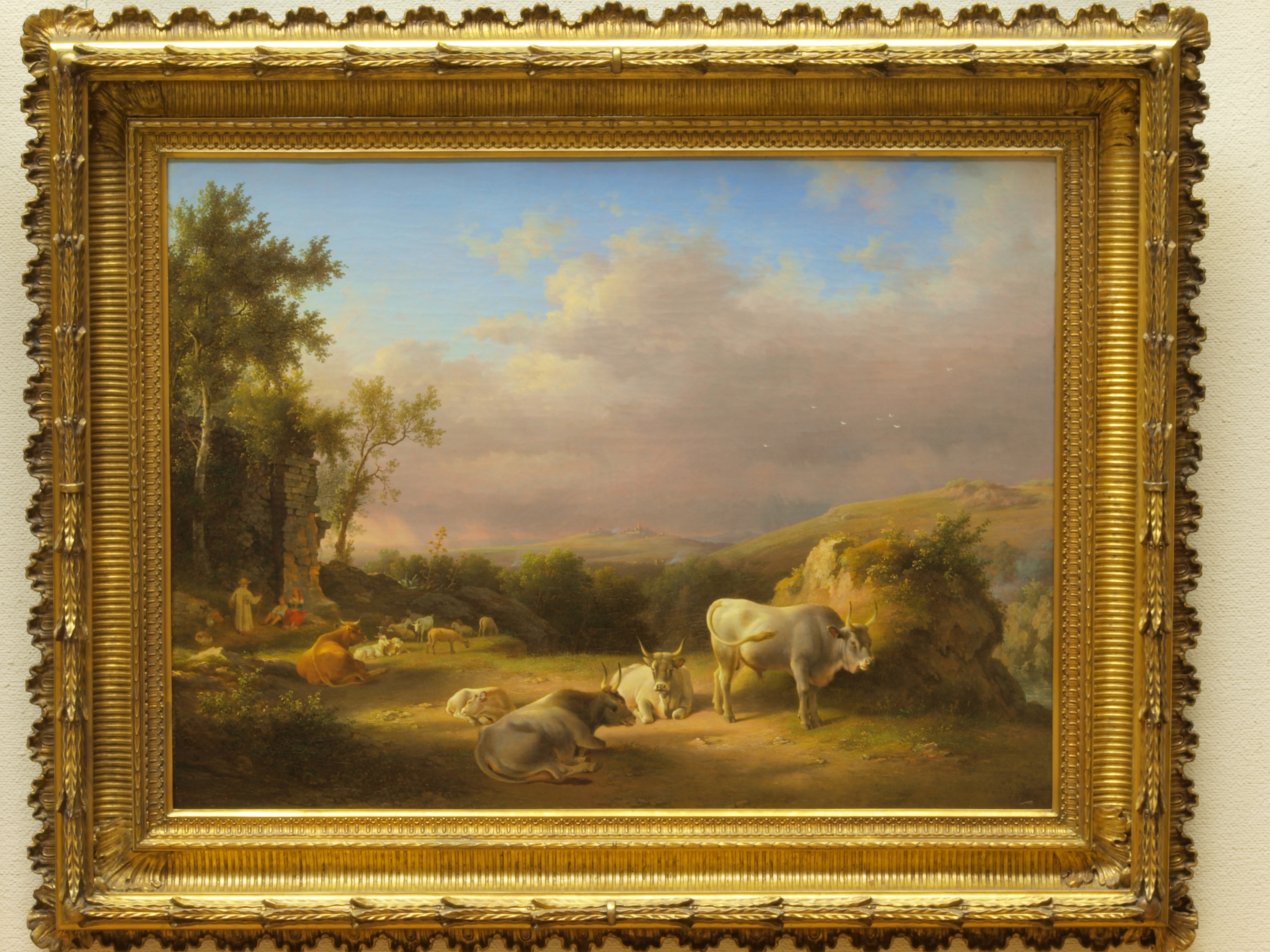
Landschap met vee (Landschaft mit Vieh) im Teylers Museum.

Abraham Teerlink (* 5. November 1776 in Dordrecht; † 26. Mai oder im Juli 1857 in Rom) war ein niederländischer Maler und Zeichner. 
Abraham Teerlink Junior war bürgerlicher Abstammung, seine Eltern waren Abraham Teerlink Senior und Johanna Smits. Als seine künstlerische Begabung deutlich wurde, nahm ihn der niederländische Maler Michiel Versteegh als seinen Schüler an, später wurden J. Kelderman und Arie Lamme seine Lehrer. Teerlink begann mit Kopien berühmter Meister, entwickelte sich dann aber zu einem Landschaftsmaler, wobei er oft landwirtschaftliche Szenen in die reine Landschaftsdarstellung integrierte.
Im Jahr 1807 bekam er als einer von drei jungen Malern im Königreich Holland den Prix de Rome zuerkannt. Daraufhin wurde König Louis Napoleon auf ihn aufmerksam, der Teerlink ein Stipendium gewährte, damit er in Paris und Rom seine Ausbildung vervollkommnen konnte. Begeistert von seinen ersten Auslandserfahrungen, wollte er nie wieder zurückkehren.
Teerlink verbrachte anderthalb Jahre in Paris, wo er im Louvre Gemälde kopierte unter der Anleitung von Jacques-Louis David. Er verfasste dort auch eine Anzahl von Gedichten. 1809 erhielt er Aufträge in Rom, der Aufenthalt dort währte länger als ursprünglich geplant, bis er sich ein Jahr darauf entschloss, sich endgültig dort niederzulassen. 1836 heiratete Teerlink die Italienerin Anna Muschi. In Rom erhielt er eine Kunstprofessur.
Teerlink machte seinen Vorsatz wahr, nie mehr in die Niederlande zurückzukehren, nahm dort aber mit Werken an Ausstellungen teil, mit denen er große Anerkennung fand. 1839 schlug ihn König Wilhelm I. der Niederlande zum Ritter des Ordens vom Niederländischen Löwen. Er wurde Mitglied der Koninklijke Akademie van Beeldende Kunsten  (Königliche Akademie der Bildenden Künste) in Amsterdam, sowie mehrerer italienischer Akademien.

## Werke
- Grot van Neptunus te Tivoli (Neptungrotte in Tivoli)
- Gezicht van Camaldoli op de kusten van Bajae, en Miseno (Ansicht von Camaldoli auf den Golf von Neapel und Miseno), 1842[2]
- Landschap met vee (Landschaft mit Vieh), Teylers Museum
- Rivierlandschap met vee bij opkomende zon (Flusslandschaft mit Vieh bei Sonnenaufgang), Teylers Museum[5]
- Eene Magdalena (Eine Magdalena), nach Tizian[2]